# Mary Robinette Kowal
Pour les articles homonymes, voir Kowal.
Œuvres principales
- Vers les étoiles
- Lady Astronaute

Mary Robinette Kowal, née le 8 février 1969 à Raleigh en Caroline du Nord, est une marionnettiste et une romancière et nouvelliste américaine de science-fiction et de fantasy.

## Biographie
Mary Robinette Kowal est née le 8 février 1969 à Raleigh en Caroline du Nord. Sa mère travaillait dans le management de l'art et son père était programmeur. Ils lui ont donné pour prénoms ceux de ses deux grand-mères. Elle a étudié les arts à l'université de l'Est de la Caroline. Elle a appris le métier de marionnettiste à Atlanta, au Center for Puppetry Arts. Mary Robinette Kowal a exercé la profession de marionnettiste pendant près de vingt-cinq ans, pour des émissions de télévision comme Sesame Street et Bienvenue à Lazy Town, dans des écoles primaires, à Broadway... Elle a notamment travaillé pour The Jim Henson Company.
Durant une répétition de La Petite boutique des horreurs, elle s'est cassé le poignet, ce qui l'a empêchée de retourner à sa profession pendant deux années. Elle a en profité pour se mettre à écrire un feuilleton à l'intention de son frère, qui habitait en Chine avec ses enfants. En tant que marionnettiste, elle a été honorée de deux prix d'excellence remis par la UNIMA-USA.
Parallèlement à sa carrière de marionnettiste et d'auteure, elle a également prêté sa voix à des livres audio, pour les maisons d'édition Subterranean Press et Brilliance Audio.

## Carrière littéraire
Pour Mary Robinette Kowal, écrire de la science-fiction et de la fantasy relève d'un « acte politique ». Dans son processus d'écriture, elle met à jour un tableur où elle indique des caractéristiques des personnages comme leur genre, leur couleur de peau ou leur orientation sexuelle.
Parmi ses écrivains préférés, elle cite Guy Gavriel Kay, Nancy Kress, Brandon Sanderson, Steven Brust, Ellen Kushner et Paolo Bacigalupi (pour son roman La Fille automate).
Son roman Vers les étoiles (The Calculating Stars) a reçu le prix Sidewise 2018, le prix Hugo du meilleur roman 2019, le prix Nebula du meilleur roman 2018, le prix Locus du meilleur roman de science-fiction 2019 et le prix Julia-Verlanger en 2021.
Elle reçoit le prix E. E. Smith Memorial 2022 pour sa contribution majeure à la science-fiction.
Son roman Sur la Lune reçoit le prix ActuSF de l'uchronie 2023.

## Vie privée
Le mari de Mary Robinette Kowal, Robert, est ingénieur du son et producteur de vin. En 2012, ils ont quitté Portland pour s'installer dans le quartier de Ukrainian Village, à Chicago.

## Œuvres

### SérieJane Ellsworth
1. (en) Shades of Milk and Honey, 2010
2. (en) Glamour in Glass, 2012
3. (en) Without a Summer, 2013
4. (en) Valour and Vanity, 2014
5. (en) Of Noble Family, 2015

### SérieLady Astronaut
- Lady Astronaute, trad. Patrick Imbert, 128 p.  (ISBN 978-2-07-286334-9)Recueil de cinq nouvelles
  - Nous interrompons cette émission, 2020 ((en) We Interrupt This Broadcast, 2013)
  - L'Expérience Phobos, 2020 ((en) The Phobos Experience, 2018)
  - La Girafe d'Amara, 2020 ((en) Amara's Giraffe, 2018)
  - Le Rouge des fusées, 2020 ((en) Rockets Red, 2015)
  - La Lady Astronaute de Mars, 2020 ((en) The Lady Astronaut of Mars, 2012)Préalablement publiée sous le titre La Dame Astronaute de Mars dans l'anthologie Dimension Uchronie 3, Black Coat Press, 2019 - Prix Hugo de la meilleure nouvelle longue 2014

1. Vers les étoiles, Denoël, coll. « Lunes d'encre », 2020 ((en) The Calculating Stars, 2018), trad. Patrick Imbert, 560 p.  (ISBN 978-2-207-15916-3)Réédition Gallimard, coll. « Folio SF » no 714, 2022, 576 p. (ISBN 978-2-07-297185-3) - Prix Hugo du meilleur roman 2019, prix Nebula du meilleur roman 2018, prix Locus du meilleur roman de science-fiction 2019 et prix Sidewise 2018
2. Vers Mars, Denoël, coll. « Lunes d'encre », 2021 ((en) The Fated Sky, 2018), trad. Patrick Imbert, 448 p.  (ISBN 978-2-207-16248-4)Réédition, Gallimard, coll. « Folio SF » no 736, 2023, 464 p. (ISBN 978-2-07-301844-1)
3. Sur la Lune, Denoël, coll. « Lunes d'encre », 2022 ((en) The Relentless Moon, 2020), trad. Patrick Imbert, 736 p.  (ISBN 978-2-207-16373-3)Réédition, Gallimard, coll. « Folio SF » no 740, 2024, 752 p. (ISBN 978-2-07-305029-8)
4. (en) The Martian Contingency, 2025

### Romans indépendants
- (en) Forest of Memory, 2016
- (en) Ghost Talkers, 2016
- L'Homme superflu, Denoël, coll. « Lunes d'encre », 2022 ((en) The Spare Man, 2022), trad. Patrick Imbert, 480 p.  (ISBN 978-2-207-17784-6)Réédition, Gallimard, coll. « Folio SF » no 768, 2025, 496 p. (ISBN 978-2-07-310290-4) (à paraître le 11 septembre 2025)

### Recueils de nouvelles
- (en) Scenting the Dark and Other Stories, 2009
- (en) Word Puppets, 2015

### Nouvelles
- (en) Just Right, 2004
- (en) Rampion, 2004
- (en) The Shocking Affair of the Dutch Steamship Friesland, 2004
- (en) Portrait of Ari, 2006
- (en) Bound Man, 2006
- (en) Cerbo in Vitra ujo, 2006
- (en) Locked In, 2006
- (en) This Little Pig, 2007
- (en) For Solo Cello, op. 12, 2007
- (en) Horizontal Rain, 2007
- (en) Death Comes But Twice, 2007
- (en) Some Other Day, 2007
- (en) Tomorrow and Tomorrow, 2007
- (en) Suspension and Disbelief, 2007
- (en) Clockwork Chickadee, 2008
- (en) Scenting the Dark, 2008
- (en) Waiting for Rain, 2008
- (en) Chrysalis, 2008
- (en) Evil Robot Monkey, 2008
- (en) At the Edge of Dying, 2009
- (en) Body Language, 2009
- (en) The Consciousness Problem, 2009
- (en) First Flight, 2009
- (en) Ginger Stuyvesant and the Case of the Haunted Nursery, 2009
- (en) Jaiden’s Weaver, 2009
- (en) Prayer at Dark River, 2009
- (en) Ring Road, 2010
- (en) The Bride Replete, 2010
- (en) Beyond the Garden Close, 2010
- (en) Typewriter Triptych, 2010
- (en) For Want of a Nail, 2010Prix Hugo de la meilleure nouvelle courte 2011
- (en) Salt of the Earth, 2010
- (en) American Changeling, 2010
- Changement d’itinéraire, 2010 ((en) Changed Itinerary, 2010)Publiée dans l'anthologie Légendes ! aux éditions Céléphaïs
- (en) Birthright, 2010
- (en) Water to Wine, 2010
- (en) Kiss Me Twice, 2011
- (en) Goodhouse Keeping, 2011
- (en) Weaving Dreams, 2012
- La Dame Astronaute de Mars, 2019 ((en) The Lady Astronaut of Mars, 2012)Publiée dans l'anthologie Dimension Uchronie 3, Black Coat Press, puis sous le titre La Lady Astronaute de Mars dans le recueil de nouvelles Lady Astronaute, Gallimard, coll. « Folio SF », 2020 - Prix Hugo de la meilleure nouvelle longue 2014
- (en) We Interrupt this Broadcast, 2013
- (en) Weaving Dreams, 2012
- (en) Zero G R&J, 2014
- (en) A Fire in the Heavens, 2014
- (en) Edits: A Fire in the Heavens, 2014
- (en) First Draft: A Fire in the Heavens, 2014
- (en) The White Phoenix Feather: A Tale of Cuisine and Ninjas, 2014
- (en) Water Over the Dam, 2014
- (en) Doctor Faustus, 2015
- (en) Like Native Things, 2015
- (en) Midnight Hour, 2015
- (en) Grinding Time, 2015
- (en) A Dichotomy of Paradigms, 2015
- (en) Forest of Memory, 2016
- (en) Your Mama's Adventures in Parenting, 2017
- (en) The Worshipful Society of Glovers, 2017
- (en) A Feather in Her Cap, 2018
- (en) Sound and Fury, 2018
- (en) Dust to Dust, 2018
- (en) Artisanal Trucking, LLC, 2018
- (en) Nails in My Feet, 2018
- (en) Rust and Bone, 2018
- (en) The Original, 2020Écrit avec Brandon Sanderson.
- (en) A Little Wisdom, 2020
- (en) Ina's Spark, 2021
- (en) Molly on the Moon, 2022

## Honneurs
L'astéroïde (52691) Maryrobinettek est nommé en son honneur.